# Entrevista de Yataytí Corá
La Entrevista de Yataytí Corá, también conocida como la Conferencia de Yataytí Corá, fue una reunión que tuvo lugar el 12 de septiembre de 1866, en Yataytí Corá, Paraguay, con el propósito de discutir una propuesta de paz para poner fin a la Guerra del Paraguay.
La entrevista duró cinco horas y a pesar del tono cordial entre los entrevistados, la propuesta de López del cese de la guerra, sin vencedores ni vencidos, no fue aceptada ya que el tratado de la Triple Alianza, defendido absolutamente por el Imperio del Brasil, enmarcaba solo hacer la paz con la rendición incondicional paraguaya.

## Negociaciones de paz

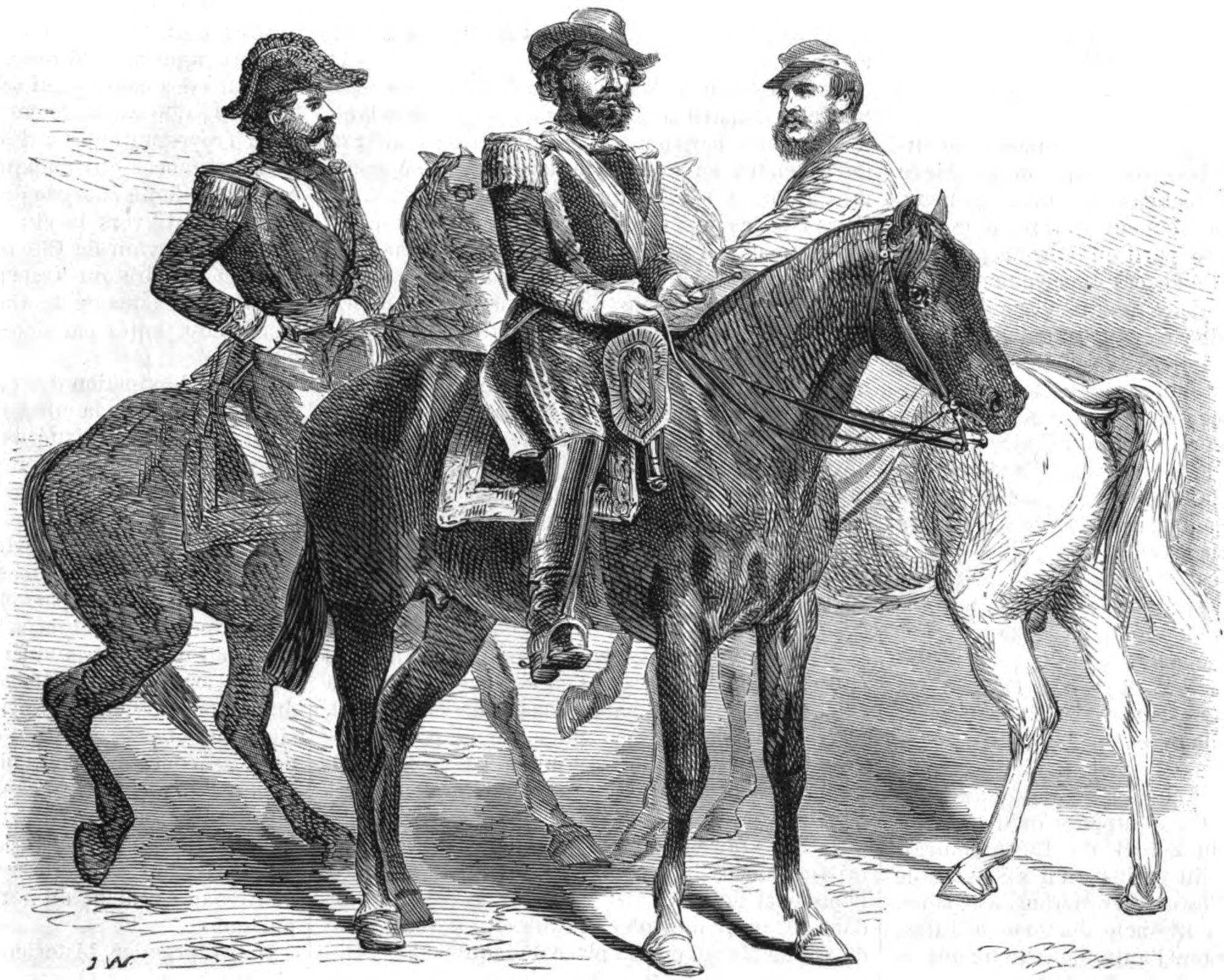
La reunión de los generales Flores, Mitre y López (L'Ilustración, 1866)

Para setiembre de 1866, Paraguay se encontraba en su segundo año de guerra contra la Triple Alianza, integrada por Argentina, Brasil y Uruguay, y para ese momento las batallas de Tuyutí y Boquerón habían dejado desgastados a ambos contrincantes.
El Ejército aliado ya estaba instalado en distintos puntos del departamento del Ñeembucú cuando el mariscal López tomó la iniciativa de convocar a una entrevista al comandante en Jefe de los aliados, el general Bartolomé Mitre, con el objetivo de encontrar un compromiso pacífico al conflicto.
Sin embargo, las intenciones no eran las mismas del otro lado de la trinchera, y dos veces tuvo que presentarse el coronel Francisco Martínez, con la bandera blanca, para solicitar una entrevista con Mitre. Finalmente, Mitre aceptó y fijó como lugar de entrevista el sitio de Yataity Corá.
El general brasileño Polidoro Jordão fue invitado, pero rechazó la invitación por respeto a la orden del gobierno imperial y sus superiores militares de no negociar con el jefe de Estado paraguayo. El presidente uruguayo Venancio Flores se retiró al inicio de la conferencia, luego de haber discutido con Solano López, quien lo había catalogado como responsable de la guerra, dejando sólo al presidente argentino Bartolomé Mitre como representante de la Triple Alianza. 
Comenzó a las nueve de la mañana del doce de septiembre y duró cinco horas. Durante la entrevista, López argumentó que no tenía nada contra el pueblo argentino, que entró en guerra contra Brasil porque creía que éste dominaría a Uruguay y que deberían de dejarlo en paz con los brasileños.
Luego de las 5 horas de reunión se redactó un informe de la reunión en el que Solano López afirmaba querer encontrar una solución conciliadora y honorable para ambas partes, algo que no concordaba con las condiciones de paz establecidas por el Tratado de la Triple Alianza.
Algunos periódicos, como el Jornal do Commercio brasileño y El Semanario paraguayo publicaron el documento completo. En esta reunión no se llegó a ningún acuerdo para el fin de las hostilidades y se reanudaron las operaciones en Curupayty.